# La Prodigieuse Histoire de la Bourse

La Prodigieuse Histoire de la Bourse est un livre écrit en 1949 par Alfred Colling, écrivain et agent de change. À la fois livre d'histoire et de finance, c'est un récit du rôle joué, depuis son origine, par la Bourse de Paris.
Le livre est préfacé par Marc Desaché.

## Histoire
Cet ouvrage sur l'histoire de la finance en France, sous forme d'enquête, recense pour chacune des périodes de très nombreuses cotations, complétées par des citations et anecdotes sur les investisseurs, députés, ministres, banquiers, artistes ou industriels qui ont compté à chaque période. L'ouvrage constitue une base d'archives sur les cours et les taux d'intérêt de la dette publique depuis trois siècles.
Le livre décrit et analyse de nombreux épisodes comme la relance économique et financière effectuée après la bataille de Waterloo, par le marché obligataire, ou encore comment la Bourse de Paris, fermée du 10 juin au 30 juillet 1940, a rouvert dans la capitale, grâce à une petite caravane de trois ou quatre automobiles venus de Vichy.
Il fait partie des ouvrages sur la finance répertoriés à la fois dans le catalogue SUDOC et sur la fiche Worldcat.

## Auteurs s'inspirant du livre
- Alex Preda, Framing Finance: The Boundaries of Markets and Modern Capitalism (2009), le cite cinq fois en référence [5]:
- Henry Thierry Deschamps  La Belgique devant la France de juillet: l'opinion et l'attitude  de 1839 à 1848 (1956)[6]
- Gordon Thomas et Max Morgan Witts The Day The Bubble Burst (2011)[7]
- Équipe pluridisciplinaire d'historiens, d'économistes et de financiers, Le marché financier français au XIXe siècle: Aspects quantitatifs des acteurs et des instruments à la Bourse de Paris, Publications de la Sorbonne, 2007 le cite huit fois en références[8]